# Ardouval
Ardouval est une commune française située dans le département de la Seine-Maritime en région Normandie.

## Géographie

### Description

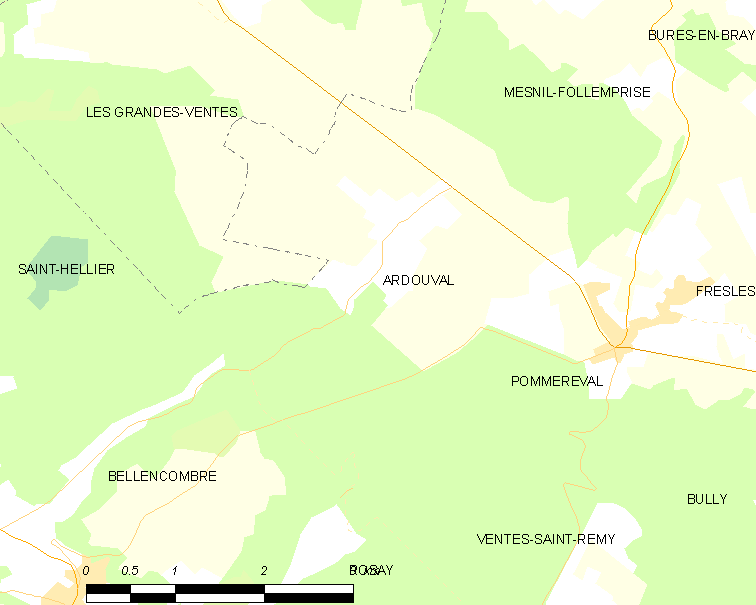
Carte de la commune.

Ardouval est un village rural normand de la forêt d'Eawy situé à 25 km au sud-est de Dieppe et du littoral de la Manche, à 57 km au sud-ouest d'Abbeville à 36 km au nord-est de Rouen.
Elle est desservie par le tracé initial de l'ancienne route nationale 15 de Pontoise à Dieppe.

### Hydrographie
La commune est située dans le bassin Seine-Normandie. Elle n'est drainée par aucun cours d'eau.

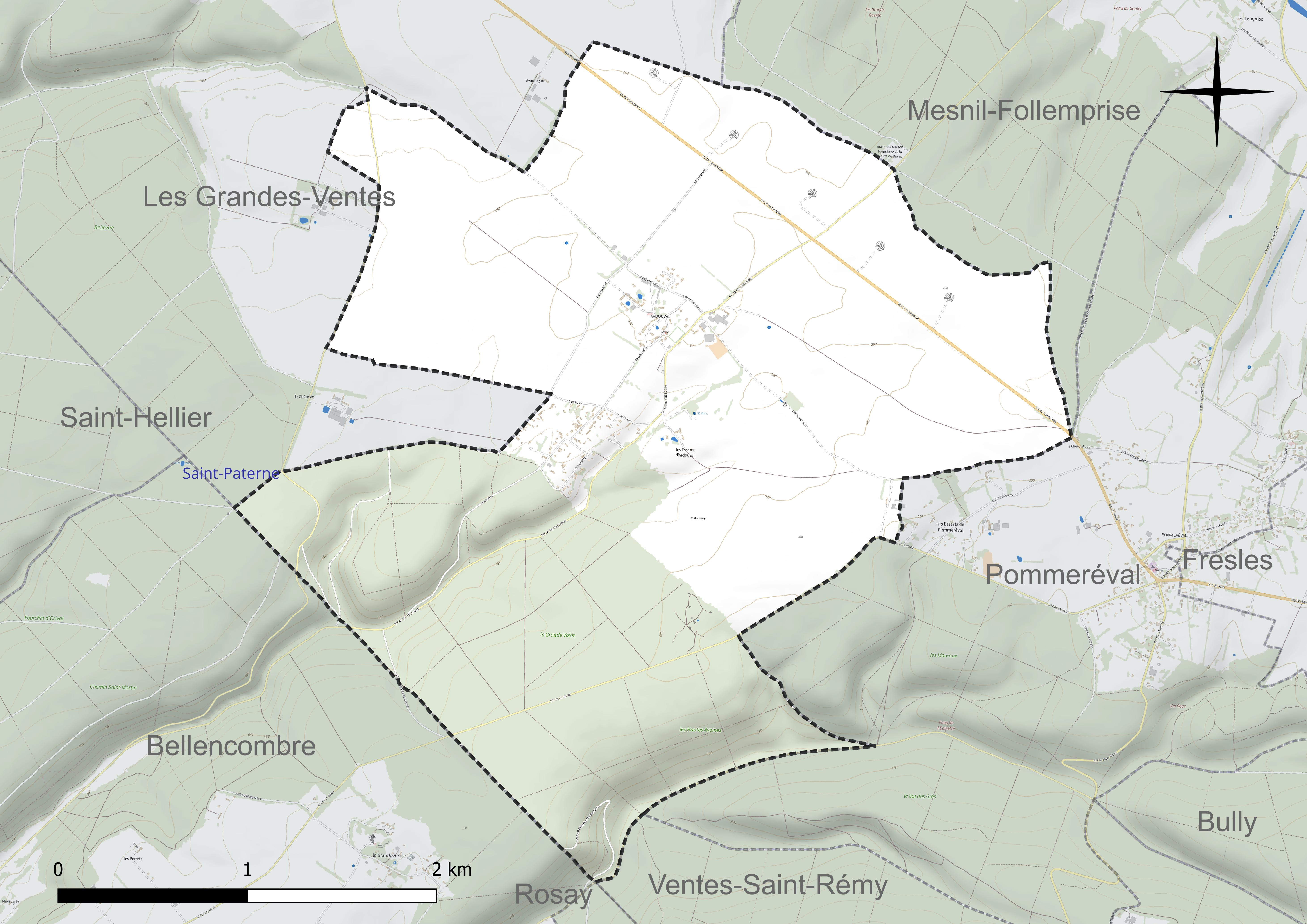
Réseau hydrographique d'Ardouval.

### Climat
Pour des articles plus généraux, voir Climat de la Normandie et Climat de la Seine-Maritime.
En 2010, le climat de la commune est de type climat océanique altéré, selon une étude du CNRS s'appuyant sur une série de données couvrant la période 1971-2000. En 2020, Météo-France publie une typologie des climats de la France métropolitaine dans laquelle la commune est exposée à un climat océanique et est dans la région climatique Côtes de la Manche orientale, caractérisée par un faible ensoleillement (1 550 h/an) ; forte humidité de l’air (plus de 20 h/jour avec humidité relative > 80 % en hiver), vents forts fréquents. Parallèlement le GIEC normand, un groupe régional d’experts sur le climat, différencie quant à lui, dans une étude de 2020, trois grands types de climats pour la région Normandie, nuancés à une échelle plus fine par les facteurs géographiques locaux. La commune est, selon ce zonage, exposée à un « climat maritime », correspondant au Pays de Caux, frais, humide et pluvieux, légèrement plus frais que dans le Cotentin.
Pour la période 1971-2000, la température annuelle moyenne est de 9,9 °C, avec une amplitude thermique annuelle de 14,1 °C. Le cumul annuel moyen de précipitations est de 916 mm, avec 13,5 jours de précipitations en janvier et 9 jours en juillet. Pour la période 1991-2020, la température moyenne annuelle observée sur la station météorologique la plus proche, située sur la commune de Bouelles à 16 km à vol d'oiseau, est de 10,7 °C et le cumul annuel moyen de précipitations est de 838,4 mm,. Pour l'avenir, les paramètres climatiques de la commune estimés pour 2050 selon différents scénarios d’émission de gaz à effet de serre sont consultables sur un site dédié publié par Météo-France en novembre 2022.

## Urbanisme

### Typologie
Au 1er janvier 2024, Ardouval est catégorisée commune rurale à habitat dispersé, selon la nouvelle grille communale de densité à sept niveaux définie par l'Insee en 2022.
Elle est située hors unité urbaine et hors attraction des villes,.

### Occupation des sols
L'occupation des sols de la commune, telle qu'elle ressort de la base de données européenne d’occupation biophysique des sols Corine Land Cover (CLC), est marquée par l'importance des territoires agricoles (65,3 % en 2018), une proportion identique à celle de 1990 (65,3 %). La répartition détaillée en 2018 est la suivante : 
terres arables (54,1 %), forêts (34,7 %), prairies (7,9 %), zones agricoles hétérogènes (3,3 %). L'évolution de l’occupation des sols de la commune et de ses infrastructures peut être observée sur les différentes représentations cartographiques du territoire : la carte de Cassini (XVIIIe siècle), la carte d'état-major (1820-1866) et les cartes ou photos aériennes de l'IGN pour la période actuelle (1950 à aujourd'hui).

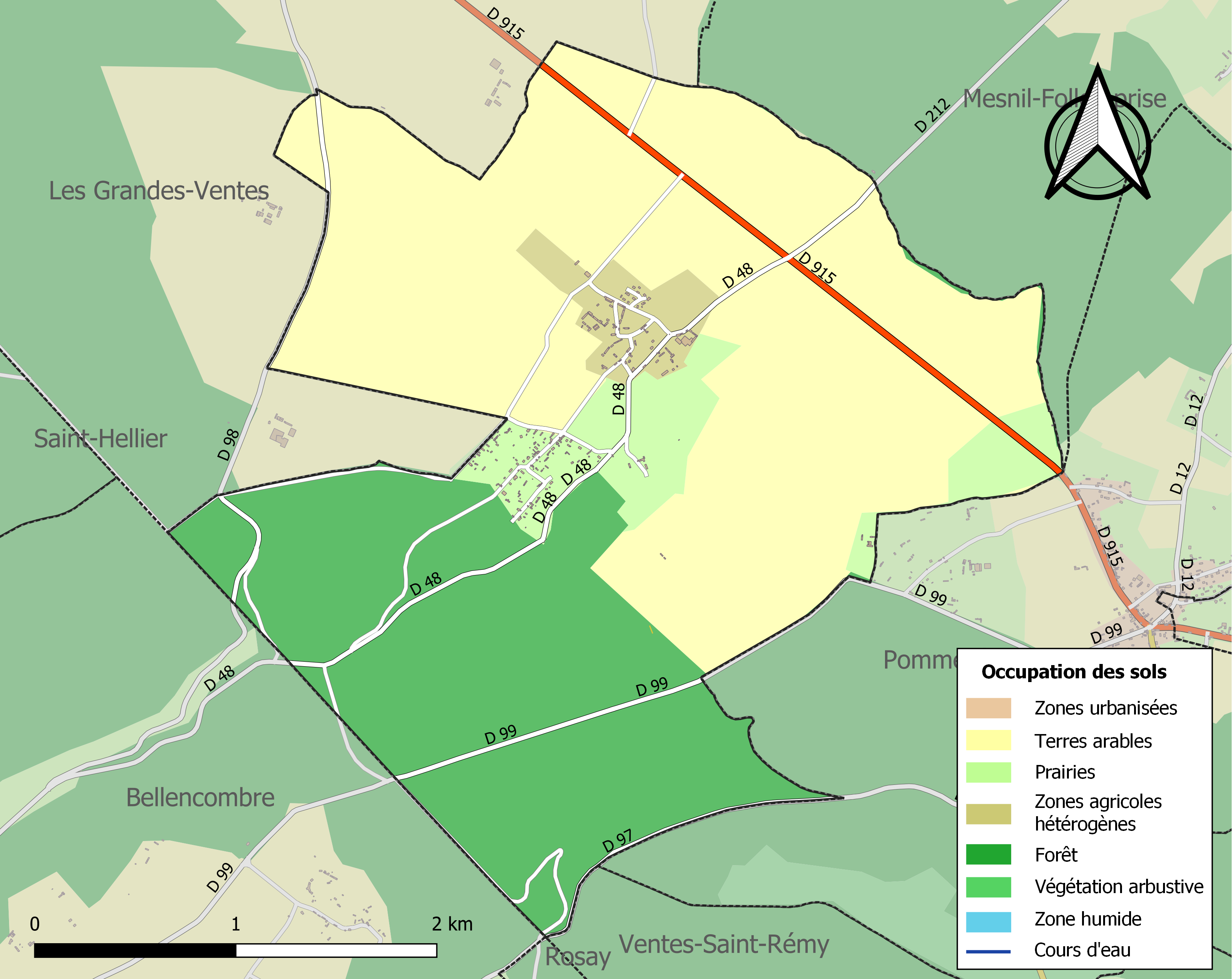
Carte des infrastructures et de l'occupation des sols de la commune en 2018 (CLC).

## Toponymie
Le nom de la localité est attesté sous les formes Grangiam de Hardouvalle en 1267 ; De Arduevalle en 1377 ; Capellania Sancte Marguerite de Hardouval en 1418 ; La lande d'Ardouval en 1500 ; d'Ardouval entre 1506 et 1512 ; Sainte Marguerite d'Ardouval en 1739 ; Ardouval en 1715 (Frémont) ; Ardouval en 1738 (Pouillé) ; Ardouval et Essart d'Ardouval en 1757 (carte de Cassini) ; Ardouval en 1788.

## Histoire
La base de lancement de V1 est la cible de bombardements à partir de décembre 1943 et en 1944. De la sorte, elle n'a pas été opérationnelle.

## Politique et administration

### Liste des maires
| Période                                  | Période                     | Identité                  | Étiquette | Qualité |
| ---------------------------------------- | --------------------------- | ------------------------- | --------- | --- |
| Les données manquantes sont à compléter. |                             |                           |           | |
| 1837                                     |                             | Jacques François Dumesnil |           | |
| 1848                                     | 1860                        | Neveu                     |           | |
| 1885                                     |                             | Poigné                    |           | |
| 1908                                     |                             | Charles Landa             |           | |
| mai 1925                                 | mars 1965                   | Robert Sanson             |           | |
|                                          | 1938                        | Arthur-Émile Feugray      |           | |
| mars 1965                                | juin 1995                   | Jacques Sanson            |           | Fils de Jacques Sanson                                                                                     |
| Les données manquantes sont à compléter. |                             |                           |           | |
| mars 2001                                | mars 2008                   | Raphaël Rabaey            |           | |
| mars 2008                                | En cours (au 23 avril 2021) | François Sanson           | DVD       | Agriculteur, fils de Jacques Sanson Réélu pour le mandat 2020-2026, Démission annoncée pour septembre 2021 |

### Politique de développement durable
L'entreprise Kallista a implanté un parc de cinq éoliennes dans la commune qui a été mis en service en septembre 2013. Elle souhaitait l'étendre de trois aérogénérateurs à Ardouval et de trois autres aux Grandes-Ventes. Le conseil municipal a émis en décembre 2020 un avis défavorable à ce projet,.

## Démographie
L'évolution du nombre d'habitants est connue à travers les recensements de la population effectués dans la commune depuis 1793. Pour les communes de moins de 10 000 habitants, une enquête de recensement portant sur toute la population est réalisée tous les cinq ans, les populations de référence des années intermédiaires étant quant à elles estimées par interpolation ou extrapolation. Pour la commune, le premier recensement exhaustif entrant dans le cadre du nouveau dispositif a été réalisé en 2004.

En 2022, la commune comptait 154 habitants, en évolution de −6,1 % par rapport à 2016 (Seine-Maritime : +0,35 %, France hors Mayotte : +2,11 %).
| 1793 | 1800 | 1806 | 1821 | 1831 | 1836 | 1841 | 1846 | 1851 |
| ---- | ---- | ---- | ---- | ---- | ---- | ---- | ---- | ---- |
| 380  | 358  | 378  | 396  | 410  | 429  | 410  | 375  | 333  |

| 1856 | 1861 | 1866 | 1872 | 1876 | 1881 | 1886 | 1891 | 1896 |
| ---- | ---- | ---- | ---- | ---- | ---- | ---- | ---- | ---- |
| 362  | 308  | 330  | 345  | 302  | 279  | 314  | 320  | 322  |

| 1901 | 1906 | 1911 | 1921 | 1926 | 1931 | 1936 | 1946 | 1954 |
| ---- | ---- | ---- | ---- | ---- | ---- | ---- | ---- | ---- |
| 301  | 302  | 301  | 250  | 264  | 283  | 271  | 257  | 263  |

| 1962 | 1968 | 1975 | 1982 | 1990 | 1999 | 2004 | 2006 | 2009 |
| ---- | ---- | ---- | ---- | ---- | ---- | ---- | ---- | ---- |
| 238  | 212  | 206  | 200  | 139  | 136  | 163  | 169  | 170  |

| 2014 | 2019 | 2022 | - | - | - | - | - | - |
| ---- | ---- | ---- | - | - | - | - | - | - |
| 167  | 157  | 154  | - | - | - | - | - | - |

## Culture locale et patrimoine

### Lieux et monuments
- Chapelle Sainte-Marguerite, édifiée en 1732, comprenant des fonts baptismaux classés monument historique[27]. Sa toiture est rénovée en 2021[28].

- Base de lancement de bombes volantes V1 no 685 au Val Ygot en bordure de la forêt d'Eawy[29]. Les ruines de l'installation font l'objet d'un circuit de visite[30].

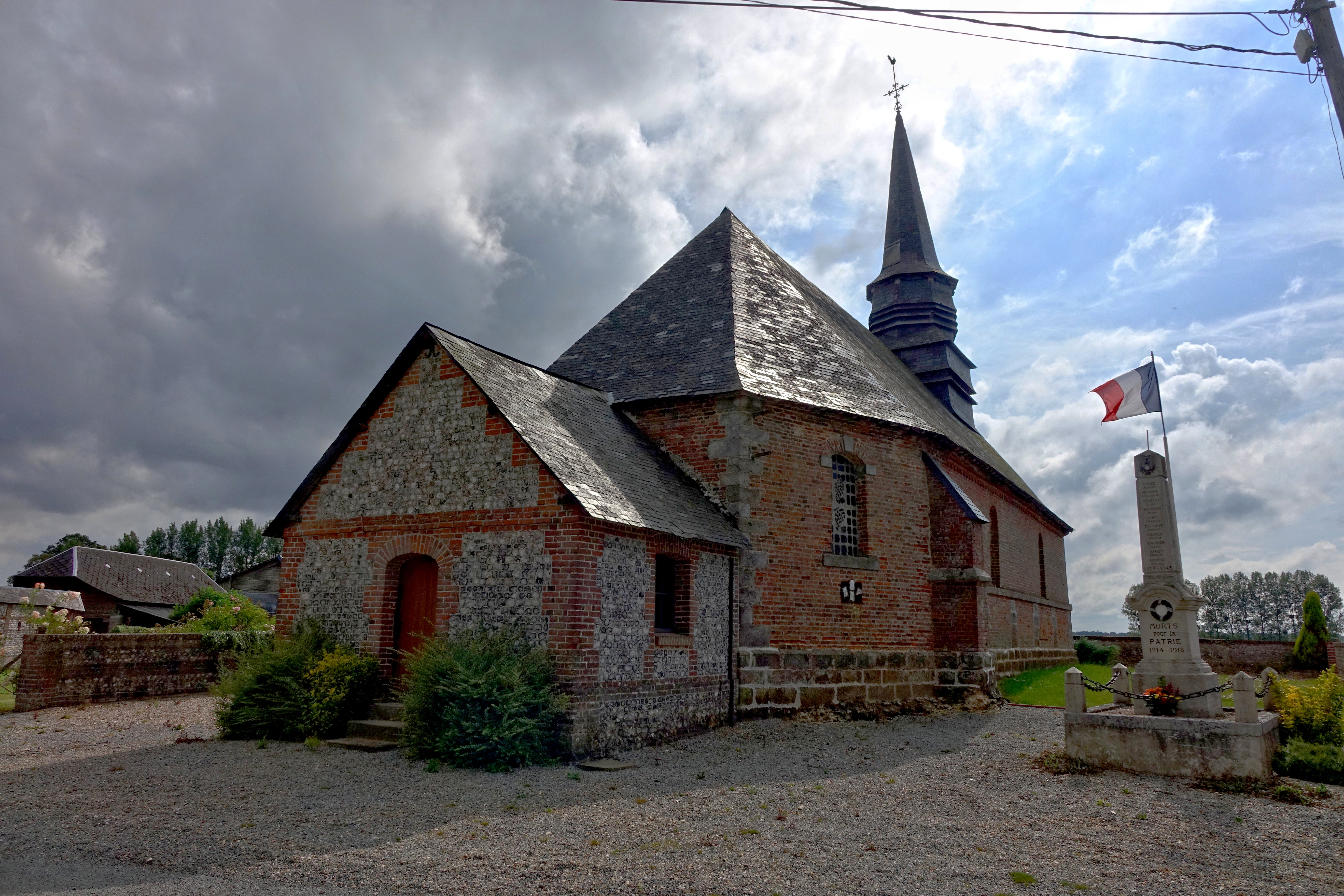
Église Sainte-Marguerite.
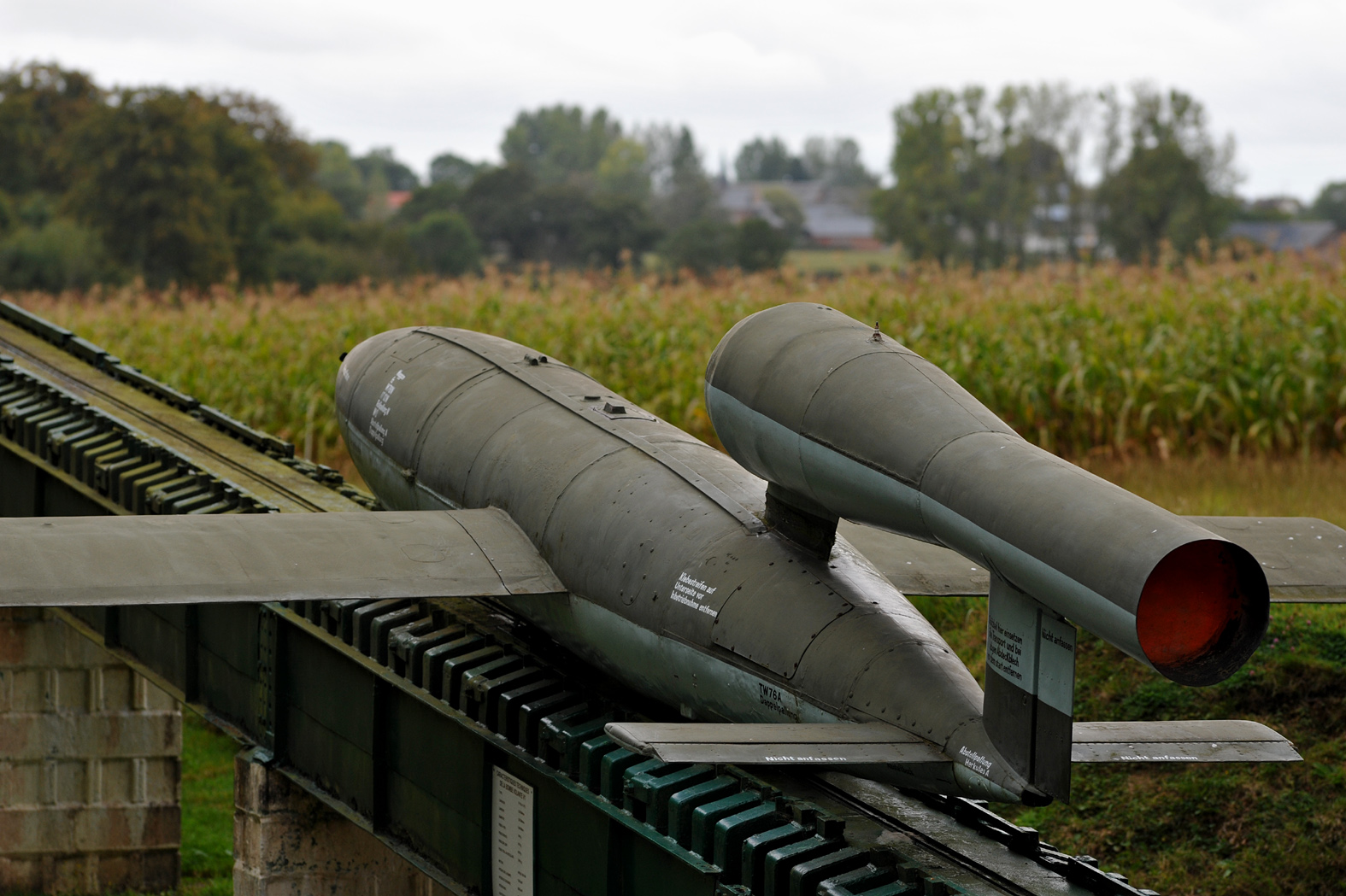
Réplique de V1 sur sa base de lancement, au Val d'Angot.